# Kính lập thể

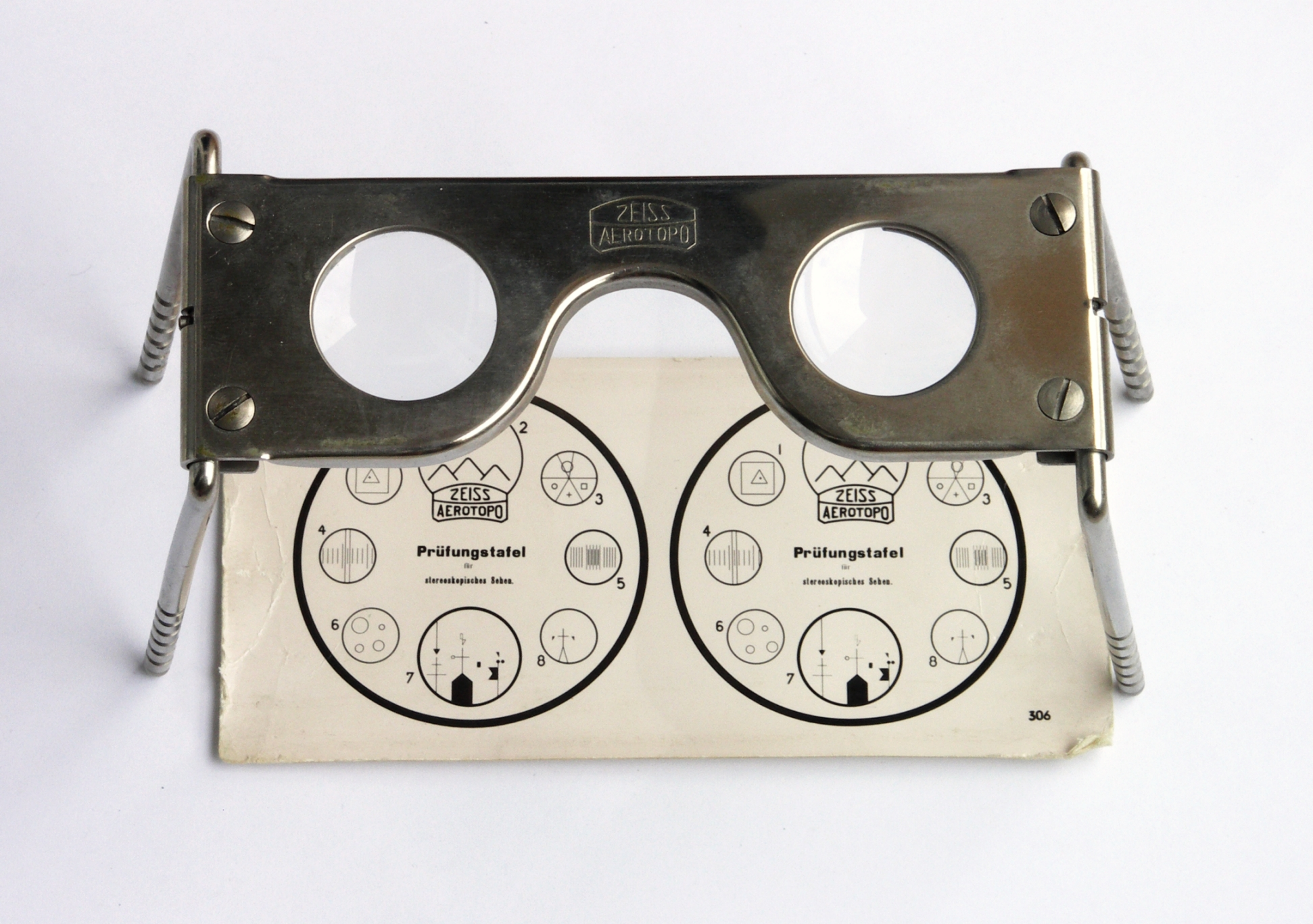
Kính lập thể bỏ túi cũ Zeiss với các hình ảnh mẫu

Kính lập thể là một loại thiết bị dùng để xem một cặp ảnh riêng biệt ở dạng lập thể hay dạng ảnh nổi, với nguyên tắc mắt phải và mắt trái nhìn vào cùng một cảnh trên hai ảnh.

## Nguyên tắc

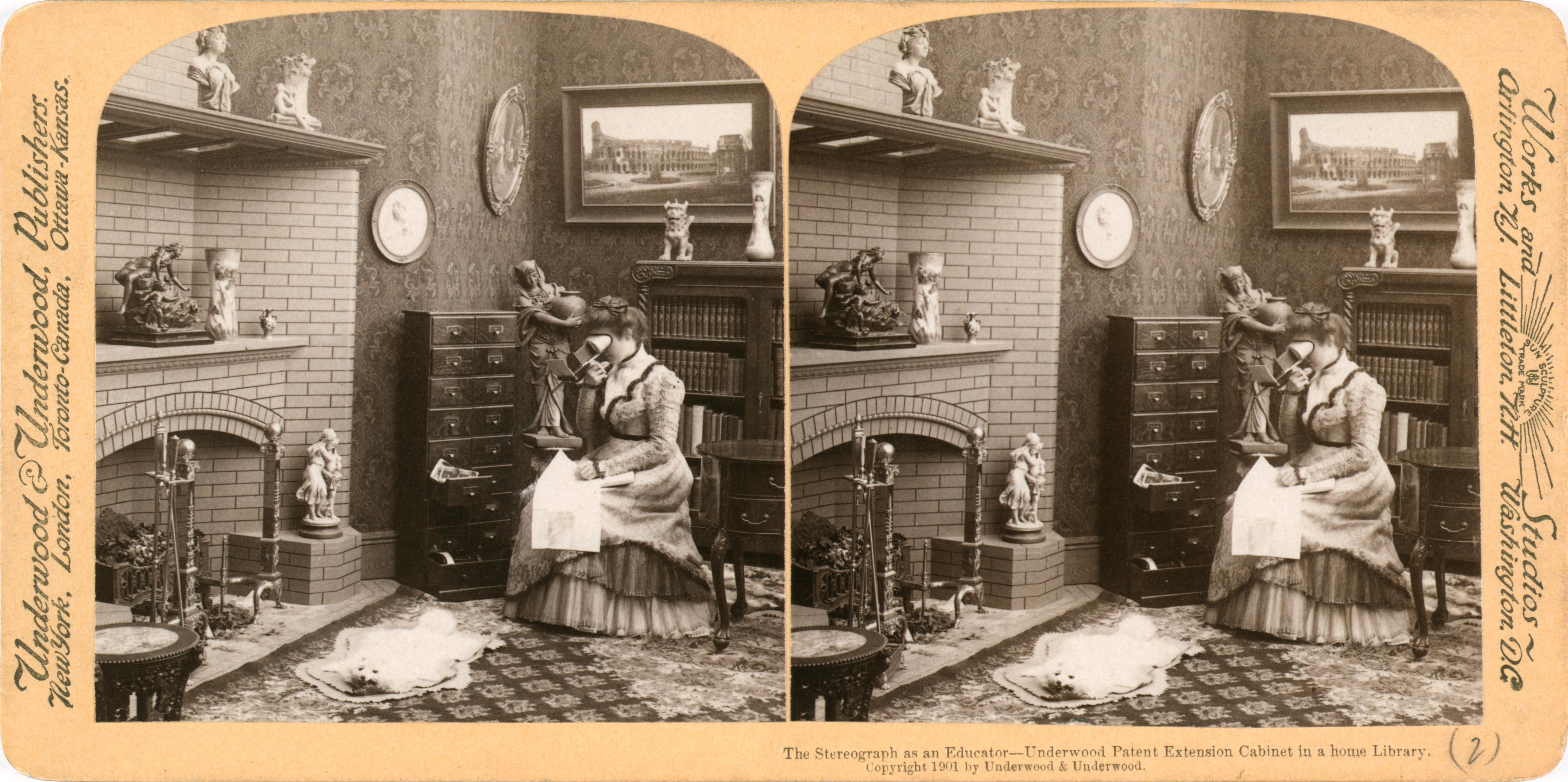
Tấm thẻ nổi tạo ra từ kính lập thể (1901).

Hai ảnh riêng biệt được đặt cạnh nhau. Khi không nhìn bằng kính lập thể, người sử dụng cần phải cố gắng để cho mắt của họ hoặc là đi qua hai ảnh hoặc là phân tán vì thế hai ảnh sẽ thể hiện thành 3. Khi mất thấy một ảnh khác, hiệu ứng về độ sâu sẽ đạt được tại trung tâm của ảnh 3.
Một kính lập thể đơn giản có sự giới hạn về kích thước của ảnh đưa vào sử dụng. Kính phức tạp hơn có thể dùng một cặp thiết bị giống như kính tiềm vọng nằm ngang, điều này cho phép có thể sử dụng các ảnh lớn hơn, có thông tin chi tiết hơn và thị trường rộng hơn. Kính lập thể thực chất là một công cụ mà theo đó hai ảnh của một đối tượng được chụp từ hai góc độ hơi khác nhau, được hiển thị cùng lúc, mỗi ảnh được nhìn từ mỗi mắt. Mỗi hình được ghi nhận trên một kính riêng biệt, và hai kính này nghiêng một góc nhất định so với ảnh và hướng vào nhau để đảm bảo sự pha trộn hình của hai ảnh thành một ảnh 3 chiều.